# Barbara Low
Pour les articles homonymes, voir Low.
Barbara Low, née le 29 juillet 1874, à Londres et morte le 25 décembre 1955, dans la même ville, est une psychanalyste britannique. Elle est membre de la Fabian Society et participe à la fondation de la Société britannique de psychanalyse en 1919.

## Biographie
Alice Leonora Low, naît le 29 juillet 1874. Sa famille, originaire d'Autriche-Hongrie, est installée en Angleterre avant sa naissance. Son père, Maximilian Loewe, qui a participé à la révolution hongroise de 1848, a dû s'exiler après son échec ; sa mère, Therese Schacherl, est la fille d'un rabbin autrichien. Sa sœur aînée, Frances Helena Low est journaliste, son autre sœur, Florence Blanche Low est journaliste et directrice d'école, et sa sœur Edith Clara Low épouse David Eder, médecin et l'un des introducteurs de la pensée freudienne en Angleterre. Sidney Low et Maurice Low acquièrent une renommée en tant que journalistes. Barbara Low est la tante de la traductrice Ivy Low Litvinov (en), fille de son frère Walter. 
Barbara fait ses études à l'University College de Londres, puis se forme pour devenir enseignante, profession qu'elle exerce durant plusieurs années, avant et durant la Première Guerre mondiale. Elle assure des enseignements en sciences de l'éducation, histoire et littérature à l'institut de formation des enseignants de Fulham.
Elle milite au parti travailliste et à la Fabian Society, où elle se lie avec Bernard Shaw, Herbert G. Wells et surtout D.H. Lawrence, avec lequel elle entretient une correspondance. Elle découvre la psychanalyse avec David Eder, le mari de sa sœur Edith, cofondateur de la première société psychanalytique en 1913. Elle se rend à Berlin pour faire une psychanalyse avec Hanns Sachs. De retour en Angleterre, elle se consacre totalement à la psychanalyse, comme analyste et didacticienne, et est l'une des membres fondateurs de la Société britannique de psychanalyse en 1919. Elle est notamment l'auteure, en 1920, d'un ouvrage métapsychologique, intitulé A Brief Account of the Freudian Theory. Elle réalise plusieurs études, et est la première à conceptualiser la notion de « principe de nirvana ».
Elle est très investie dans la Société britannique de psychanalyse, dont elle est bibliothécaire et membre du Public Committee. Elle codirige avec Martin Freud les éditions Imago Publishing Company, fondées par John Rodker. Elle s'engage résolument dans les controverses scientifiques des années 1940, dont elle a réclamé la tenue, et rédige plusieurs propositions. Elle assiste à toutes les conférences de controverses, jusqu'à la démission d'Edward Glover en 1944, date à laquelle elle se retire à son tour.

## Publications
- (en) Psychoanalysis : A Brief Account of the Freudian Theory, 1920 sur archive.org
- Le principe de plaisir et le principe de réalité. Les pulsions égocentriques et le développement des pulsions sociales, Psychanalyse, 2017/2, no 39, p. 121-136, trad. Betty Bertrand (chap.3 de Psychoanalysis : A Brief Account of the Freudian Theory, 1920) [[ lire en ligne]]
- (en) « The Psychological compensations of the analyst », The International Journal of Psychoanalysis, vol. XVI, 1935, p. 1-8. trad. De Wolf & Van Lancker.